# Georges-Louis Leclerc de Buffon
Georges-Louis Leclerc, Comte de Buffon (ʒɔʁʒ lwi ləklɛʁ kɔ̃t də byfɔ̃); Montbard, 7. rujna 1707. – Pariz, 16. travnja 1788.), francuski prirodoslovac, matematičar, kozmolog i enciklopedist.
Njegovi su radovi utjecali na slijedeće dvije generacije prirodoslovaca, uključujući i Jeana-Baptistea Lamarcka i Georgesa Cuviera. Tijekom svog života, Buffon je objavio trideset i šest svezaka svojeg kapitalnog djela Histoire Naturelle, a tijekom slijedećih dvadeset godina nakon njegove smrti, objavljeni su i dodatni svesci na temelju bilješki i daljih istraživanja
Govorilo se da je "Buffon, istinski otac svega znanja u prirodoslovlju u drugoj polovici 18. stoljeća".
Buffon je obnašao dužnost intendanta (ravnatelja) glavnog pariškog botaničkog vrta "Jardin du Roi", danas zvanog Jardin des Plantes.

## Rani život
Georges Louis Leclerc (kasnije Comte de Buffon) rođen je u Montbardu, u porovinciji Burgundiji od oca Benjamina Leclerca, nižeg lokalnog činovnika na dužnosti oporezivanja soli i majke Anne-Christine Marlin također iz obitelji državnih službenika. Georges je dobio ime po stricu njegove majke Georgesu Blaisotu, zemljišnom porezniku Vojvode od Savoje. Godine 1714. Blaisot umire bez potomaka, te prepušta pozamašno bogatstvo sedmogodišnjem Georgesu Louisu. Negov otac Benjamin Leclerc potom kupuje imanje zajedno s obližnjim selom Buffonom, te seli s obitelji u Dijon gdje je stekao važnan položaj u javnom životu kao i mjesto u gradskom parlamentu. Georges je od svoje desete godine pohađao jezuitski koledž u Godransu u Dijonu. Od 1723. do 1726. studirao je pravo u Dijonu, kao preduvjet za nastavak obiteljske tradicije rada u državnim službama. Godine 1728. Georges napušta Dijon kako bi studirao matematiku i medicinu na Sveučilištu u Angersu u Francuskoj. u Angersu 1730. godine upoznaje mladog Engleza Evelyna Pierreponta drugog vojvodu od Kingstona u svome putovanju Europom, te putuje oko godinu i pol dana  cijelom južnom Francuskom i dijelom Italije u njegu društvu i zajedno s njegovom bogatom svitom. Tijekom ovoga razdoblja njegovog života kruže mnoge, premda nedokumentirane glasine o dvobojima, otmicama i tajnim putovanjima u Englesku. Godine 1732., nakon smrti majke i skorog drugog braka njegovoga oca, Georges odlazi iz Kingstona i vraća se u Dijon kako bi osigurao svoje nasljedstvo. Dodavši svom imenu titulu "de Buffon" dok je putovao u društvu engleskoga vojvode, George ponovo kupuje selo Buffon, kojeg je njegov otac u međuvremenu prodao. S bogatstvom od otprilike 80 000 francuskih livra Buffon se seli u Pariz i počinje se baviti znanošću, ponajprije matematikom i mehanikom, kao i povećanjem vlastitog bogatstva.

## Karijera
Godine 1732. Buffon se seli u Pariz, gdje upoznaje Voltairea i druge intelektualce. Svoje prve doprinose daje području matematike. U svom djelu "Sur le jeu de franc-carreau", uvodi integralni račun u teoriju vjerojatnosti, a problem Buffonove igle u teoriji vjerojatnosti nosi ime po njemu. Godine 1734. postao je članom Francuske akademije znanosti. U tom je razdoblju održavao korespondenciju sa švicarskim matematičarem Gabrielom Kramerom.
Njegov zaštitnik Maurepas dao je 1733. molbu Akademiji znanosti da izvrši istraživanja na drvu za izgradnju brodova. Nedugo zatim Buffon započinje dugotrajno istraživanje, izvevši neke od najopsežnijih testova do danas na mehaničkim svojstvima drva. Istraživanje je obuhvaćalo niz testova kojima su se uspoređivala svojstva malih uzoraka drva s istim uzorcima drva velikih dimenzija. Nakon što je brižljivo testirao više od tisuću malih uzoraka bez čvorova i drugih nedostataka, Buffon zaključuje da je nemoguće ekstrapolirati rezultate na uzorke trupaca u punoj veličini, te započinje niz testova na uzorcima velikih dimenzija.
Godine 1739.  uz pomoć Maurepasa postavljen je za ravnatelja pariškoga botaničkog vrta Jardin du Roi i ostaje na tom položaju do kraja života. Buffon je transformirao Jardin du Roi u važno istraživačko središte i muzej. Također mu je povećao površinu, tako što je isposlovao kupnju dodatnih parcela terena, te je bio uspješan i u nabavi novih botaničkih i zooloških primjeraka iz cijelog svijeta. 
Zahvaljujući svom talentu u pisanju, dobio je poziv da se pridrži drugoj velikoj pariškoj akademiji Académie française 1753. godine. U svojem Discours sur le style ("Diskurs o stilu"), kojeg je izrekao pred članovima Académie française, Buffon je izjavio: "Dobro pisanje se sastoji od dobrog razmišljanja, dobrih osjećaja i dobrog izražavanja s jasnoćom u umu, duši i ukusu... stil je sam čovjek" (fra.: "Le style c'est l'homme même"). Na žalost za njega, Buffonova reputacija izražajnog literata dala je razloga za kritiku i njegovim protivnicima: matematičar Jean le Rond d'Alembert ga je, primjerice, nazivao "velikim frazerom".
Godine 1752. Buffon se vjenčao s Marie-Françoise de Saint-Belin-Malain, mladom pripadnicom osiromašene plemićke obitelji iz Burgundije, koja je bila upisana u manastirsku školu koju je vodila njezina sestra. Drugo dijete gospođe Buffon, sin rođen 1764., preživio je djetinjstvo, ali majka umire pet godina kasnije. Nakon što se Buffon 1772. ozbiljno razbolio i nakon što je postalo nemoguće da se obistini njegovo obećanje svom sinu da ga naslijedi i postane direktorom Jardin du Roi, francuski kralj podiže Buffonov posjed u Burgundiji na rang grofovije, stoga on (i njegov sin) dobivaju titulu grofa. Buffon je 1782. izabran za stranog počasnog člana Američke akademije znanosti i umjetnosti. Buffon umire u Parizu 1788. godine.

## Djela
Buffonovo kapitalno djelo Histoire naturelle, générale et particulière (1749. – 1788.: u 36 svezaka i dodatnim sveskom napisanim na temelju njegovih bilješki iz 1789.) u početku je bilo zamišljeno da pokrije sva tri "carstva" prirode, ali Histoire naturelle se ograničio na opis životinjskog carstva i carstva minerala. "Pisano briljantnim stilom, ovo je djelo pročitala...svaka obrazovana osoba u Europi". Osobe koje su pružile pomoć Buffonu u realizaciji ovog velikog djela su Louis-Jean-Marie Daubenton, Philibert Guéneau de Montbeillard, i Gabriel-Léopold Bexon, kao i mnogi ilustratori. Buffonova Histoire naturelle je prevedena na mnoge jezike, što ga čini jednim od najčitanijih autora toga doba, u rangu s autorima poput Montesquieua, Rousseaua i Voltairea.
U početnim svescima Histoire naturelle Buffon dovodi u pitanje korisnost matematike, iznosi kritike Linneovog taksonomskog pristupa proučavanju prirode, opisuje geološku povijest nastajanja Zemlje s vrlo malo poveznica na Bibliju, te predlaže teoriju razmnožavanja protivnu prevalentnoj teoriji preformacionizma. Prvi svesci naišli su na osudu Teološkog fakulteta na Sorboni. Buffon je objavio retrakciju, ali je nastavio objavljivati uvredljive sveske bez ikakvih promjena.
Tijekom svojih proučavanja životinjskoga svijeta, Buffon je primijetio da usprkos sličnim okolišnim uvjetima, različite regije imaju različite vrste biljaka i životinja. Taj se koncept danas naziva Buffonov zakon. Smatra se da je to bio prvi koncept biogeografije. Iznio je pretpostavku da se vrste mogu "poboljšati" ili "degenerirati" nakon što se rasprše iz središta stvaranja. U 14. svesku tvrdi da su se sve četveronožne životinje na Zemlji razvile od izvorne skupine od samo trideset i osam vrsta četveronožaca. Na temelju tih tvrdnji, Buffon se ponekad smatra "transformistom" i Darwinovim pretečom. Također je konstatirao da su klimatske promjene mogle olakšati širenje vrsta cijelim svijetom iz njihovog središta nastanka. Ipak, tumačiti njegove ideje na tu temu nije jednostavno, pošto se on na tu temu vraćao mnogo puta tijekom svoga rada.
Buffon je razmatrao sličnosti između čovjeka i majmuna, ali je naposljetku odbacio mogućnost zajedničkog pretka. Raspravljao je s Jamesom Burnettom, lordom od Monbodda, o vezi između primata i čovjeka. Monboddo je inzistirao suprotstavljajući se Buffonu, na bliskom srodstvu čovjeka s ostalim primatima
U jednom trenutku, Buffon je predložio teoriju da je priroda Novoga svijeta inferiorna onoj u Euroaziji. Tvrdio je da u Amerikama nedostaju veliki i moćni stvorovi i da su čak i ljudi manje muževni od onih europskih. Pripisivao je ovu inferiornost močvarnom smradu i gustim šumama na američkome kontinentu. Ove su primjedbe toliko razbjesnile Thomasa Jeffersona da je poslao dvadeset vojnika u šume New Hampshirea da uhvate losa za Buffona kao dokaz o "snazi i veličanstvenosti američkih četveronožaca". Buffon je kasnije priznao svoju grešku.
U djelu Les époques de la nature (1778.) Buffon raspravlja o postanku Sunčevog sustava, pretpostavljajući da su planete nastale udarom kometa sa Suncem. Navodio je i da je Zemlja nastala mnogo ranije od 4004. pne., vrijeme kojeg je odredio nadbiskup James Ussher na temelju bibilijskih zapisa. Na temelju mjerenja stopa hlađenja željeza testiranim u svom laboratoriju Petit Fontenet u Montbardu, izračunao je da je starost Zemlje oko 75 000 godina. Još jednom, njegove su ideje naišle na osudu teologa sa Sorbone i još jednom Buffon je bio prisiljen poreći svoje tvrdnje kako bi izbjegao probleme.

## Proučavanje rasa
Buffon i Johann Blumenbach vjerovali su u monogenizam, ideju da sve rase imaju jedinstveno podrijetlo. Vjerovali su također u "teoriju degeneracije" rasnog porijekla. Obojica su tvrdili da su Adam i Eva bili bijelci i da su druge rase nastale kroz degeneraciju izazvanu okolišnim faktorima, primjerice izloženosti suncu ili lošoj prehrani. Također su vjerovali da se taj proces degeneracije može obrnuti, ako se poduzmu odgovarajuće mjere kontroliranja okoliša, te da svi suvremeni čovječji oblici mogu ponovo vratiti u izvorni oblik bijele rase.
Buffon i Blumenbach su tvrdili da je jača pigmentacija kože posljedica topline tropskog sunca i sugerirali su da je hladan vjetar uzrok zlatnosmeđe boje kože u Eskima. Vjerovali su da Kinezi imaju relativno svjetlu kožu u odnosu na druge azijske narode, jer su obitavali uglavnom u gradovima i tako se zaštitili od utjecaja okoliša. Buffon je tvrdio da loša hrana i određeni načini života uzrokuju degeneraciju rasa i tako ih čine različitim od izvorne bijele rase.
Vjerovao je da je čovječanstvo staro samo 6000 godina (vrijeme od nastanka Adama do danas). Vjerujući u monogenizam, Buffon je mislio da se boja kože može promijeniti za trajanja jednog ljudskog života, ovisno o klimatskim uvjetima i prehrani.
Buffon je u svom djelu Histoire Naturelle zagovarao azijsku hipotezu, prema kojoj je tumačio da se mjesto nastanka čovjeka mora nalaziti u umjerenom pojasu. Pošto je vjerovao da se u dobrim klimatskim uvjetima razvijaju zdravi ljudi, pretpostavio je da je najlogičnije mjesto gdje dokazivati postanak prvih ljudi u Aziji u području Kaspijskoga jezera.

### Važnost za modernu biologiju
Charles Darwin je u svojoj preliminarnoj skici dodanoj trećem izdanju Podrijetla vrsta napisao: "Prelazim preko... Buffona, s čijim spisima nisam upoznat". Potom, od četvrtog izdanja na dalje, izmjenjuje tekst dodavši: "prvi autor modernoga vremena koji se bavio evolucijom u znanstvenom duhu bio je Buffon. No pošto su se njegovi stavovi znatno razlikovali u različitim razdobljima, a on se nikad nije bavio uzrocima i svrhom transformacije vrsta, ne osjećam potrebu ulaziti u detalje". Buffonov rad na degeneraciji je, međutim, imao ogroman utjecaj na kasnije znanstvenike, ali je bio zasjenjen jakim moralnim implikacijama.
Prema Ernstu Mayru, glavni paradoks Buffona bio je da:

## Vanjske poveznice
- Djela Georges-Louis Leclerc de Buffon na Projekt Gutenbergu
- The same, in English: L'histoire naturelle

- Digital text Kyoto University  Arhivirana inačica izvorne stranice od 1. listopada 2011. (Wayback Machine)
- Buffon's American Degeneracy, from The Academy of Natural Sciences  Arhivirana inačica izvorne stranice od 14. ožujka 2012. (Wayback Machine)
- William Smellie's English Translation of Buffon's Natural History, General and Particular, 3rd Edition
- Discours sur le Style – at athena.unige.ch[neaktivna poveznica]
- Gaedike, R.; Groll, E. K. & Taeger, A. 2012: Bibliography of the entomological literature from the beginning until 1863 : online database - version 1.0 - Senckenberg Deutsches Entomologisches Institut.